# PKP-Baureihe ST48
Die Lokomotiven der Baureihe ST48 der Polnischen Staatsbahnen (PKP) sind Diesellokomotiven für die Beförderung von Güterzügen und für den Rangierdienst. Sie entstanden durch Rekonstruktion aus der PKP-Baureihe SM48. Bis zum Jahr 2020 sind 114 umgebaute Lokomotiven bekannt, die außer durch PKP Cargo bei verschiedenen anderen Privatbahngesellschaften des Landes eingesetzt werden.

## Geschichte
Eine erste Lokomotive der Baureihe ST48 wurde von Newag in Nowy Sącz 2010 erfolgreich erprobt.  Gegenüber der SM48 besaß sie eine neue Antriebsanlage und erhielt verkürzte Vorbauten. Die danach umgebauten Fahrzeuge unterteilen sich in den Typ 15D für Normalspur und Typ 16D für die russische Breitspur.
Ab 2011 an wurden acht Breitspurlokomotiven für die Firma Kolprem und sieben für PKP Cargo umgebaut.
In Normalspurausführung wurden für die verschiedenen Gesellschaften 97 Lokomotiven geliefert. Weitere Lokomotiven erhielten Firmen wie Kolprem, Enea S.A., PKN Orlen und Bartex.
Für die Lokomotiven wird ein Weiterbetrieb in Leistungsbereichen der PKP-Baureihe ST43 über mindestens 25 Jahre garantiert.

## Konstruktion
Kern der Modernisierung ist der Austausch des Antriebsmotors aus der UdSSR gegen einen von Caterpillar mit einer Nennleistung von 1550 kW. Der Antriebsmotor garantiert die Abgasnorm UIC IIIa. Durch die Verwendung von kleineren Elementen der Antriebsanlage wurde eine Absenkung des vorderen Vorbaues ermöglicht, was die Sicht des Lokpersonales wesentlich verbessert. Die Kraftübertragung geschieht über einen neuen Drehstromgenerator auf die vorhandenen druck- und vakuumimprägnierten Fahrmotoren des Drehgestelles. Bei den Drehgestellen wurde das Bremshebelsystem durch Verwendung von vier Bremszylindern und dem Hinzufügen einer Federspeicherbremse geändert.
Die Lokomotive besitzt eine Mikroprozessorsteuerung, ein Antiblockiersystem, Scheibenbremse und Schraubenkompressor zur Drucklufterzeugung. Das Führerhaus ist klimatisiert.

## Bilder

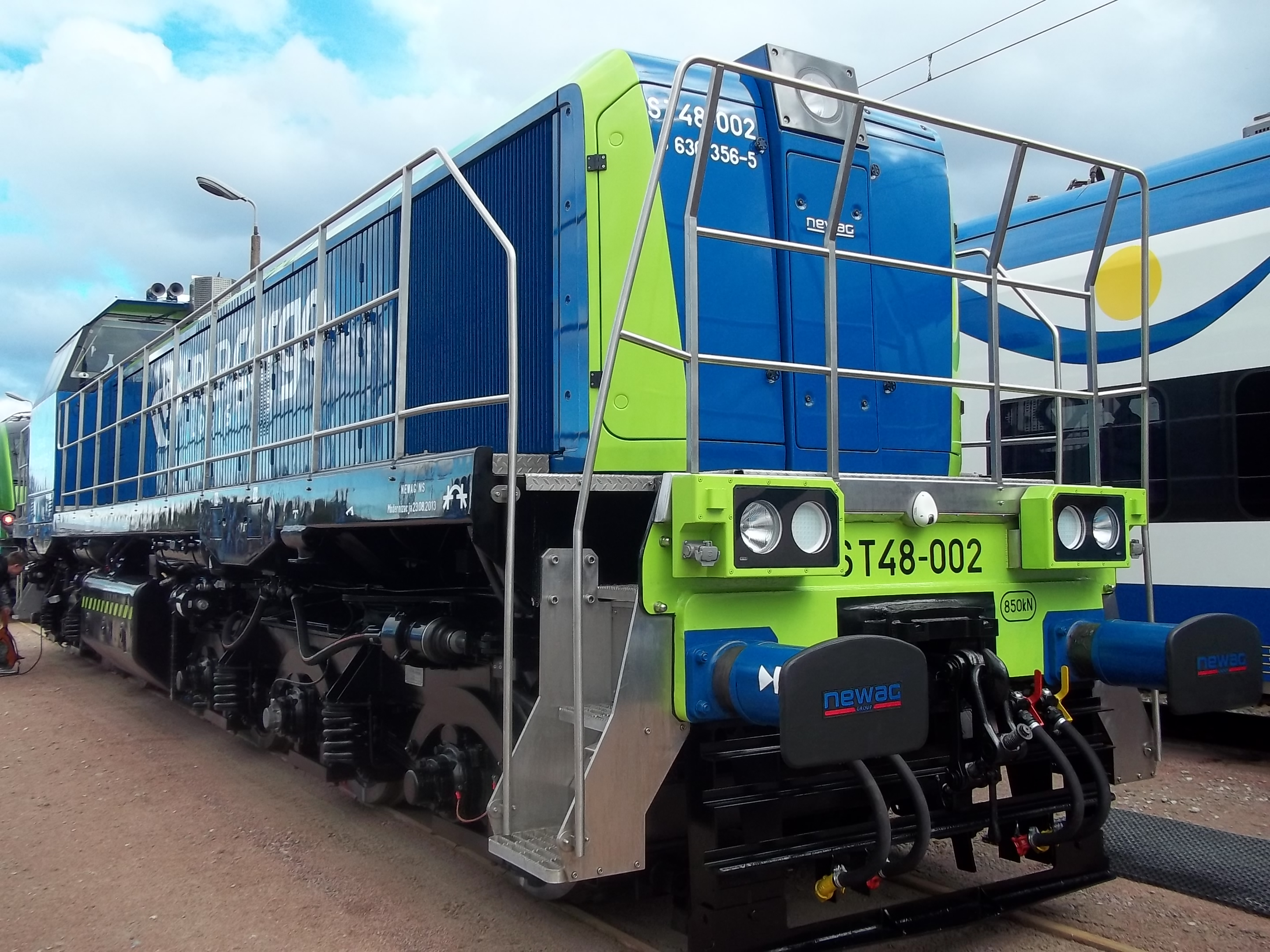
ST48-002 auf der Messe Trako 2013
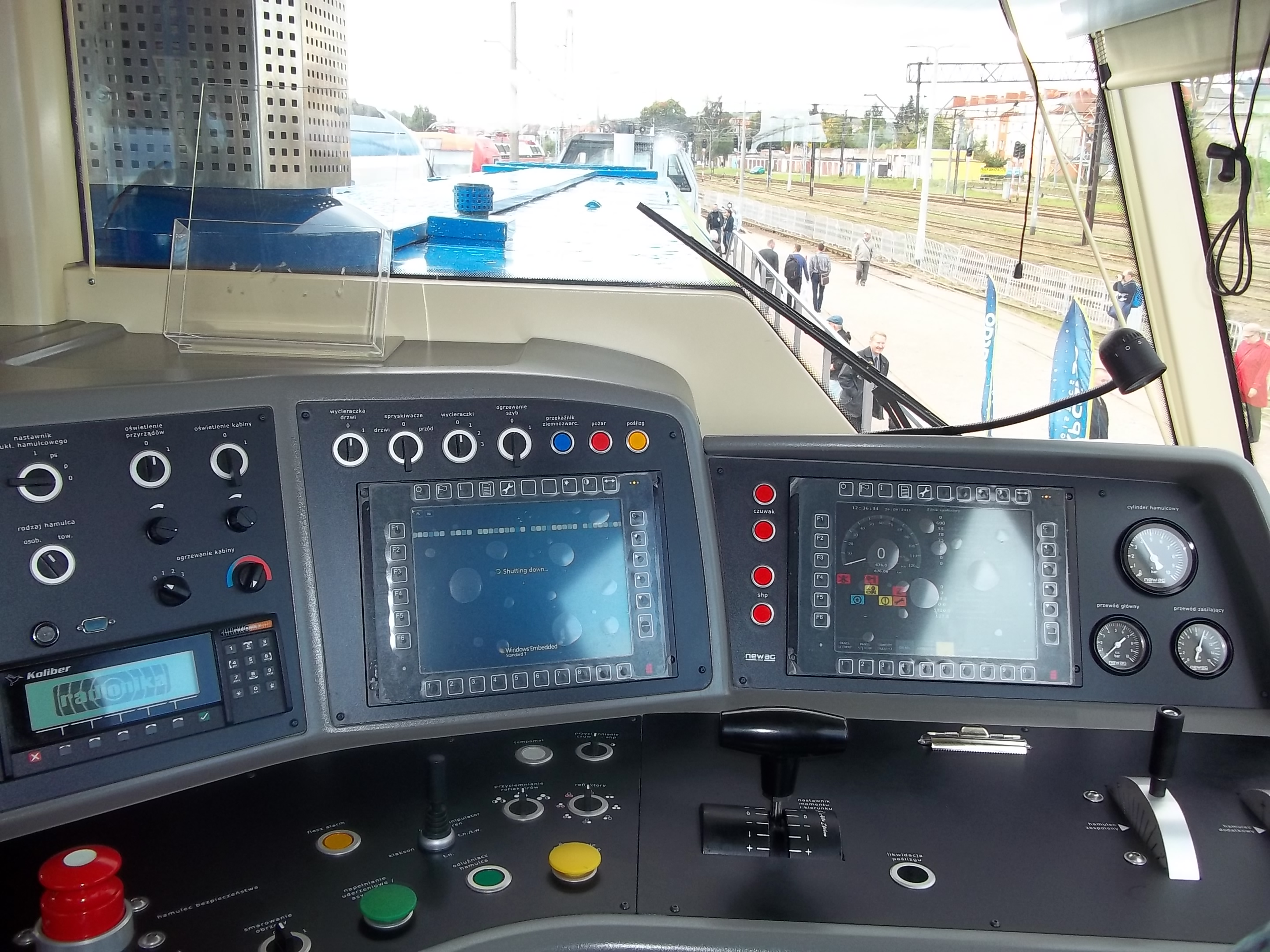
Führerstand der ST48-002
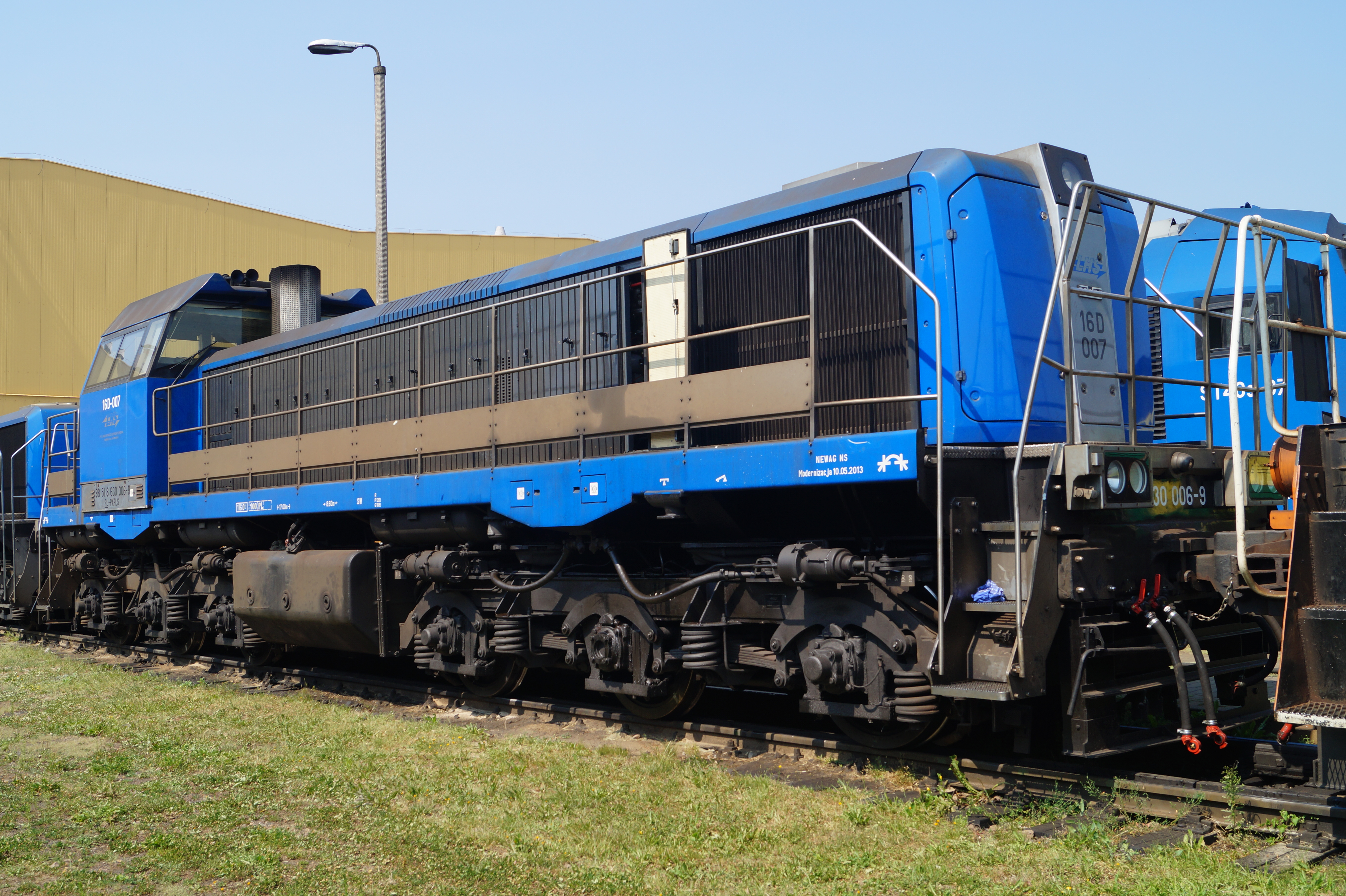
Breitspurlokomotive 16D